# Luís Álvares Pinto
Luís Álvares Pinto (Recife, Pernambuco, Brazilië, 1719 - aldaar, 1789) was een Braziliaans componist, organist, dirigent, schilder en muziekpedagoog.

## Levensloop
Pinto is afkomstig vanuit een mulattenfamilie en studeerde humanisme en muziek. In Lissabon, Portugal, studeerde hij bij de toen bekende componist Henrique da Silva Negrão, waar hij de in Portugal geliefde Napolitaanse stijl leerde kennen. Dat een mulat in de hoofdstad van het Portugee imperium kon studeren, was bij het heersend vooroordeel bij de bevolking allesbehalve vanzelfsprekend. Pinto was Mestre de Capela van de parochiekerk Igreja da "Irmandade de Nossa Senhora do Livramento" en van de kerk Igreja de "São Pedro dos Clérigos", beide in Recife.
Naast zijn composities was hij ook werkzaam als auteur van muziek theoretische boeken.

## Composities

### Gewijde muziek
- 1760 Te Deum Laudamus, voor vier stemmen en klein orkest (2 violen, hoorn, basso continuo)
  1. Te Deum / Te Dominum
  2. Te æternum / Tibi omnes
  3. Tibi Cherubim / Sanctus
  4. Pleni sunt / Te gloriosus
  5. Te Prophetarum / Te Martirum
  6. Te per orbem / Patrem immensæ
  7. Venerandum / Sanctum quoque
  8. Tu Rex gloriæ / Tu Patris
  9. Tu ad liberandum / Tu devicto
  10. Tu ad dexteram / Judex crederis
  11. Æterna fac / Salvum fac
  12. Et rege eos / Per singulos dies
  13. Et laudamus / Dignare Dimine
  14. Miserere / Fiat misericordia
- Salve Regina, voor drie vocale stemmen, twee violen en contrabas

### Andere werken voor koor
- 5 Divertimentos harmônicos, voor vier stemmen

### Werken voor orgel
- Lições de solfejo

## Publicaties
- Luís Álvares Pinto: Arte de solfejar. Recife, 1761. 50 p.
- Luís Álvares Pinto: Muzico e Moderno Systema para Solfejar sem Confuzão. Recife, 1776.
- Luís Álvares Pinto: Dicionário pueril para uso dos meninos ou dos que principiam o ABC e a soletrar dicções. Lisboa, Francisco Luis Ameno, 1784.